# David Sheridan
David S. Sheridan (Brooklyn (New York), 10 juli 1908 - Argyle (New York), 29 april 2004) was een Amerikaans uitvinder van medische instrumenten.
Sheridan was onder meer de uitvinder van de endotracheale tube voor eenmalig gebruik zoals die tegenwoordig gebruikt wordt.  Sheridan had meer dan 50 patenten op medische instrumenten op zijn naam staan, waaronder een katheter voor eenmalig gebruik.  De voordien gebruikte instrumenten waren lastig te steriliseren en leverden een veel groter infectierisico.